# Francisc Horvath
Francisc Horvath (Lugoj, 19 ottobre 1928) è un ex lottatore rumeno, specializzato nella lotta greco-romana. Ha rappresentato la Romania ai Giochi olimpici estivi di Helsinki 1952 nel torneo dei pesi piuma, dove è stato eliminato al secondo turno, e a quelli di Melbourne 1956 nei pesi gallo, in cui ha vinto la medaglia di bronzo.

## Palmarès
- Giochi olimpici

Melbourne 1956: bronzo nei pesi gallo